# Castro d'Elviña
El castro d'Elviña és un castre galaic, posteriorment romanitzat, que pertany a la coneguda com cultura dels castres del nord-oest peninsular. Es troba a la parròquia de San Vicenzo d'Elviña, al municipi de la Corunya, a prop de l'actual campus d'Elviña de la Universitat de la Corunya, en un petit turó que domina les terres de les valls d'Elviña i Mesoiro. Es calcula que va ser habitat a partir del segle iii aC.
Les primeres excavacions daten de finals de la dècada de 1940. L'Ajuntament de la Corunya va subvencionar les excavacions amb 10.000 pessetes. Va ser declarat Monument Històric Artístic el 1962.

## Galeria d'imatges

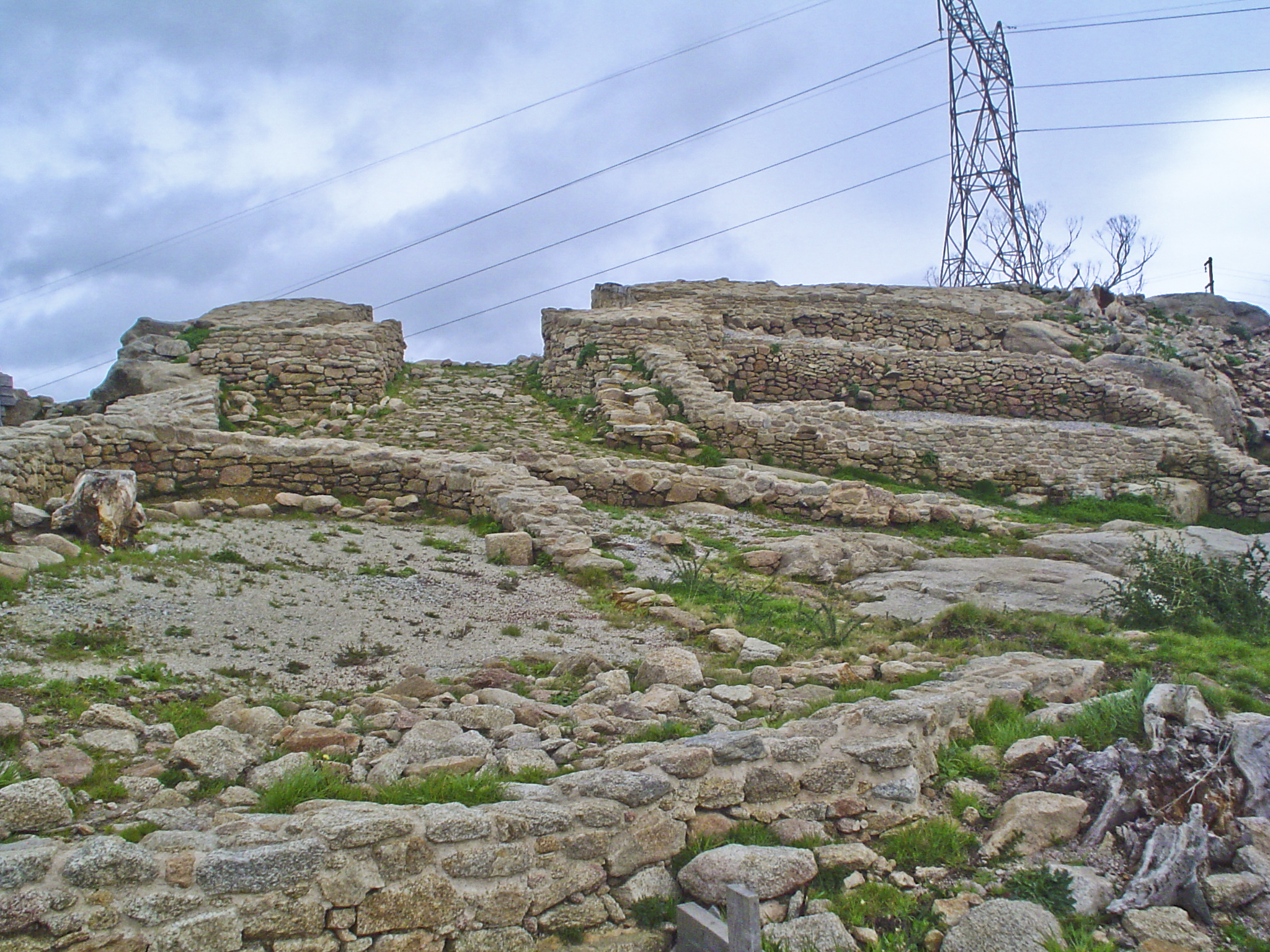
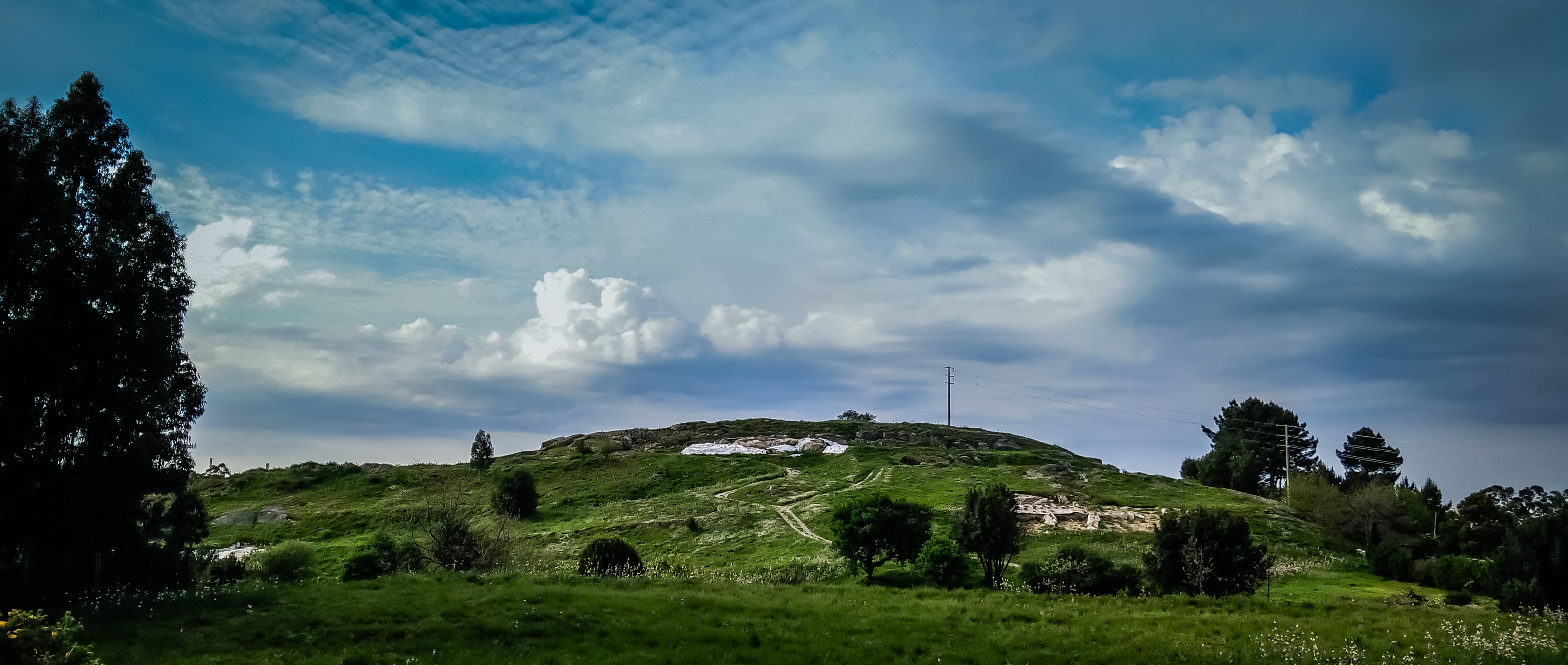
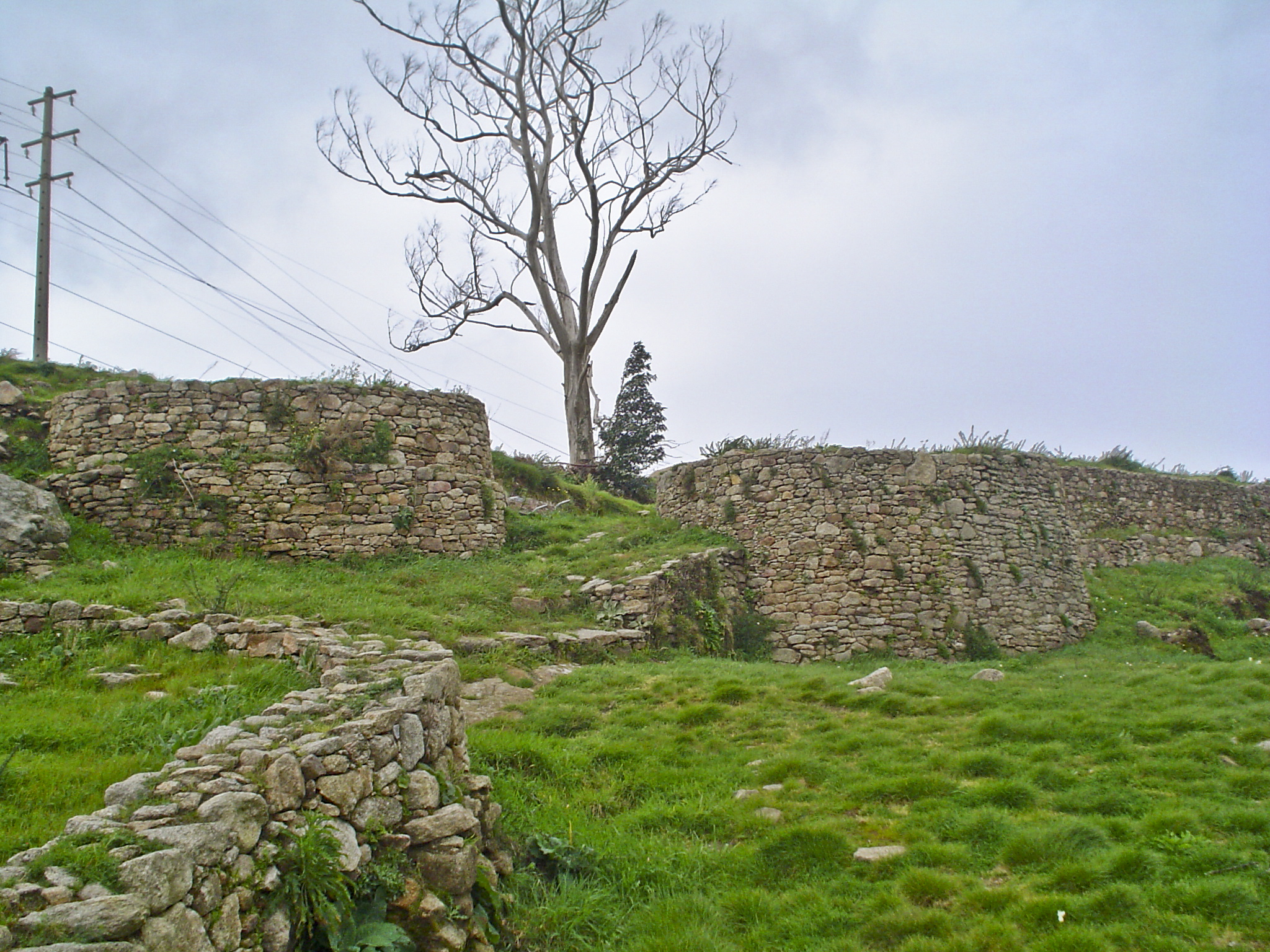
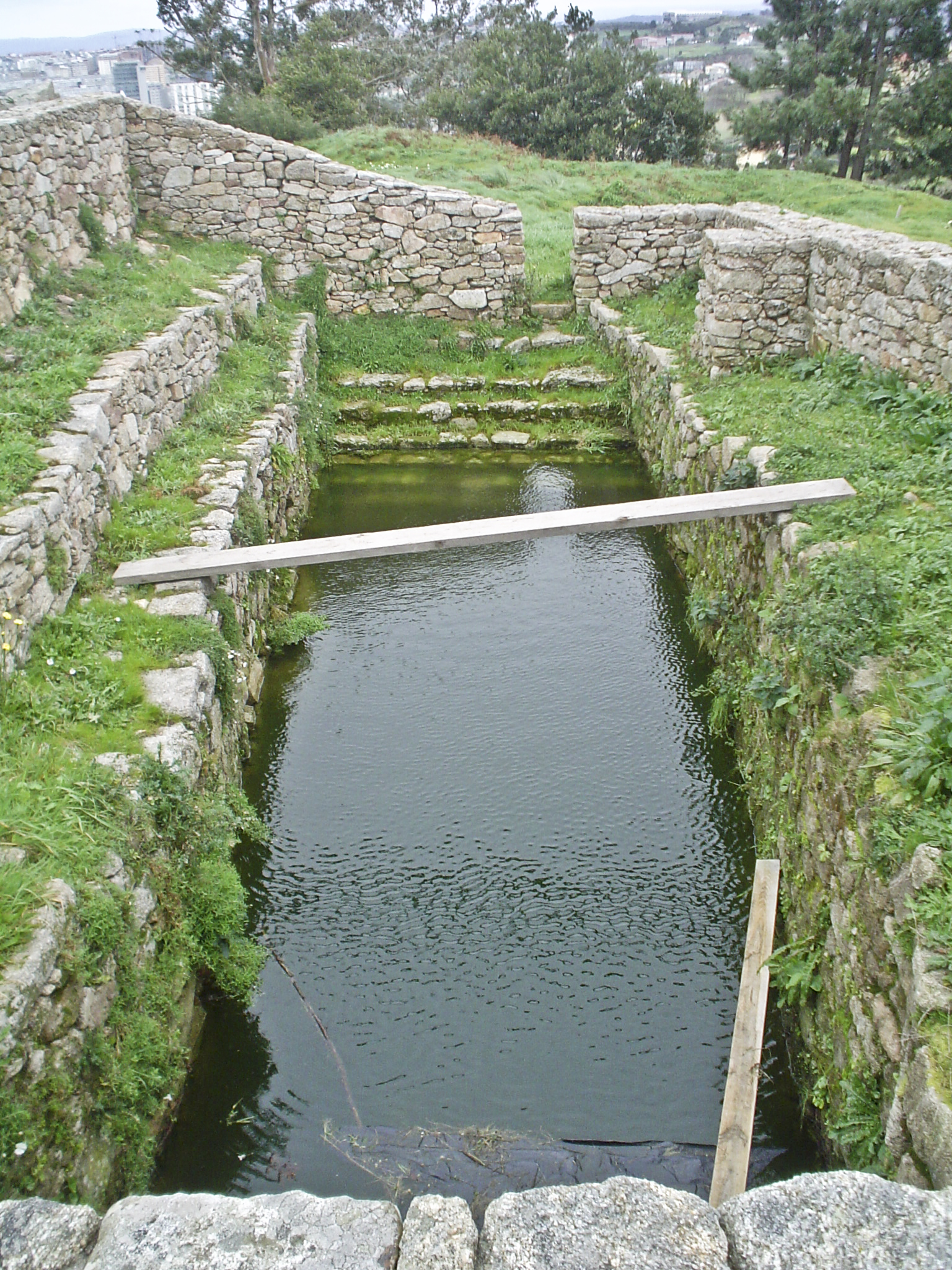